# Collection d'antiquités grecques du musée des Beaux-Arts de Lyon

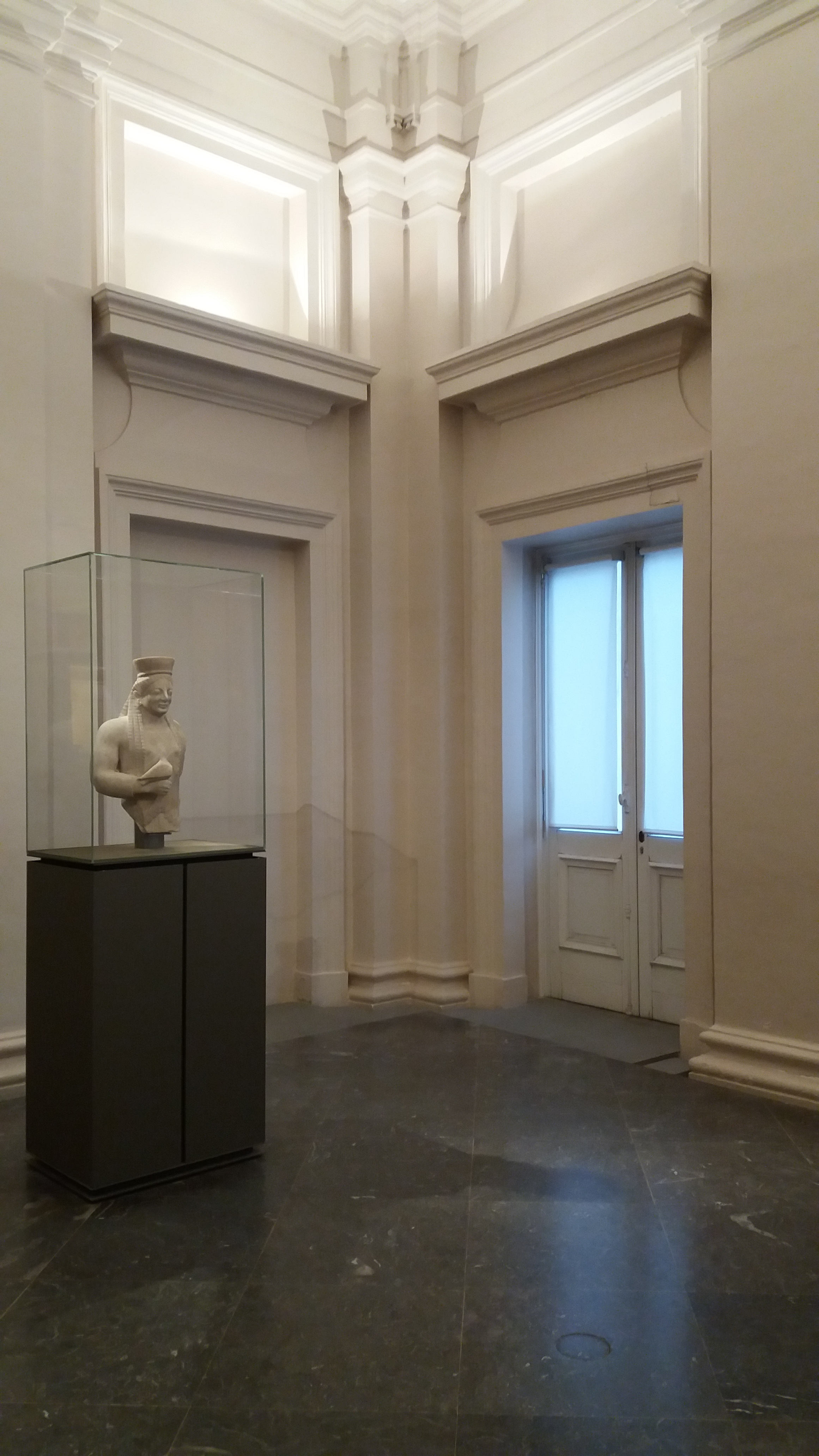
Salle de la Coré

La collection d'antiquités grecques du musée des Beaux-Arts de Lyon comprend de nombreuses pièces variées, statuaires, céramiques, terres cuites, verres.

## Pièces importantes
- Coré de Lyon 

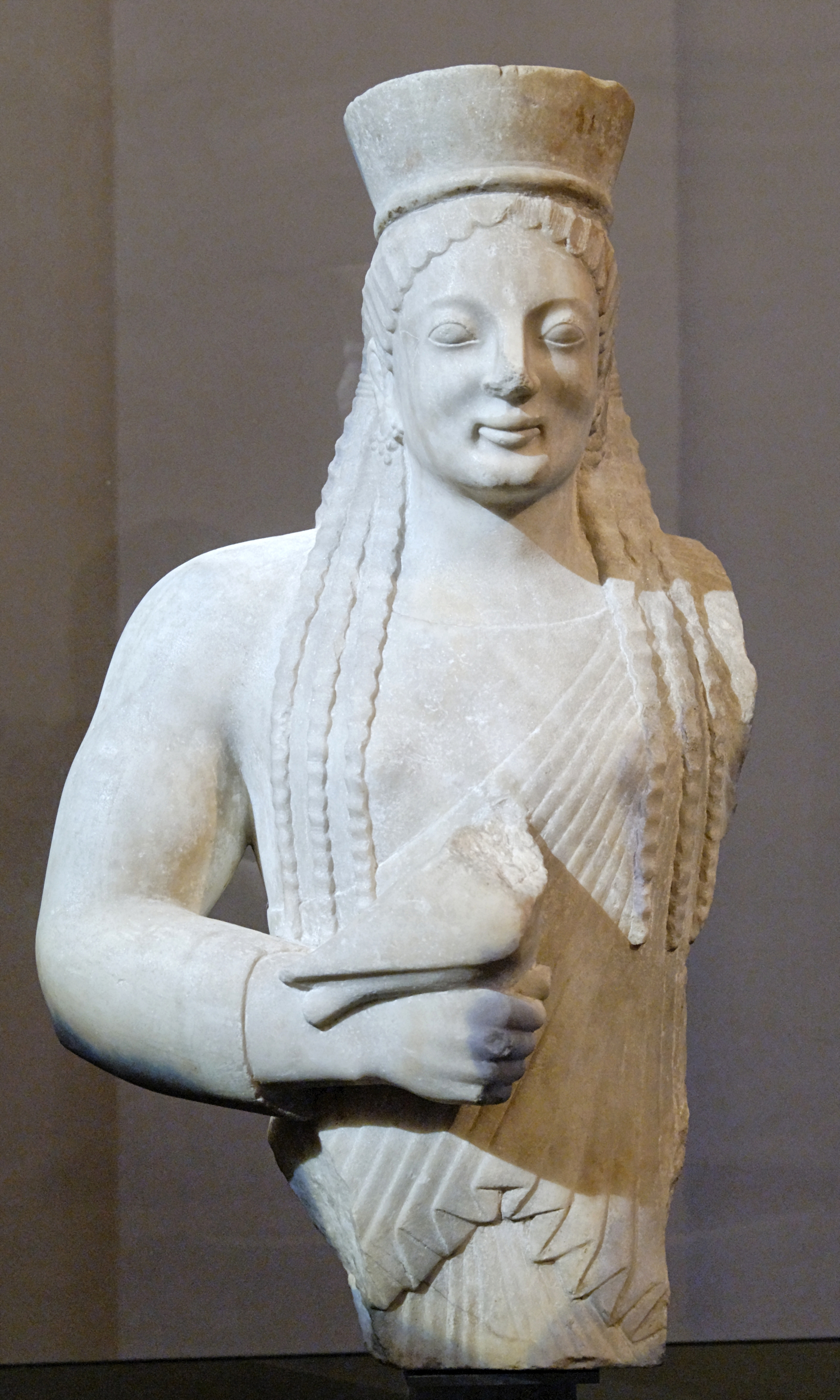
Coré de Lyon

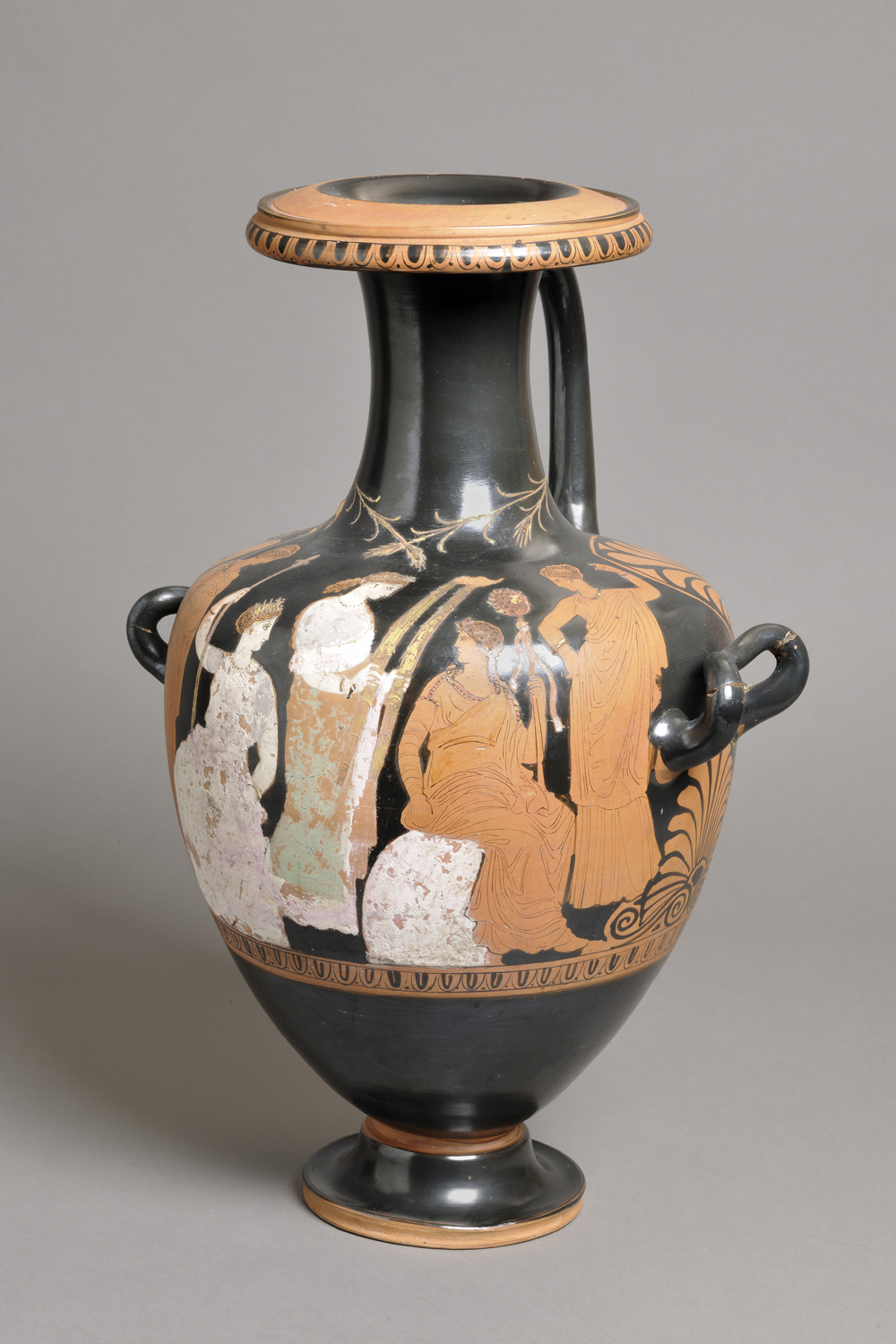
Hydrie des mystères d'Éleusis

  - Description muséographique : Marbre, 64 x 36 x 24 cm.
  - Description physique : Statue grecque datant de l'époque archaïque.
  - Datation : Vers 550-540 avant J.-C.
  - Origine : Acropole d'Athènes
  - Histoire : Acquise par le musée de Lyon entre 1808 et 1810
  - Bibliographie : Voir l'article détaillé
- Miroir à pied
  - Description muséographique : Bronze, 39 x 17 cm
  - Description physique : Pièce de bronze dont le manche représente Aphrodite entourée de deux amours et surmontée d'un disque faisant office de miroir.
  - Datation : Vers 460-450 avant J.-C.
  - Origine : Corinthe
  - Histoire : Acquis par le musée en 1884
  - Bibliographie : Le musée des Beaux-Arts de Lyon, 1988, p. 19
- Hydrie attique

- - Description muséographique : Céramique, 47 x 26 cm
  - Description physique : Céramique, figures rouges sur fond noir, rehauts blancs, roses, verts, et dorés. Représente les mystères d'Éleusis.
  - Datation : IVe siècle av. J.-C.
  - Origine : Nécropole de Capoue
  - Histoire : Acquise par le musée en 1898
  - Bibliographie : Le musée des Beaux-Arts de Lyon, 1988, p. 20
- Cratère attique
  - Description muséographique : Céramique, 25 x 28 cm
  - Description physique : Céramique, figures rouges sur fond noir. Représente le départ de Triptolème, dernier acte des mystères d'Éleusis.
  - Datation : 470-460 avant J.-C.
  - Origine :
  - Histoire : Acquise par le musée en 1882
  - Bibliographie : Le musée des Beaux-Arts de Lyon, 1988, p. 20
- Ciste
  - Description muséographique : Bronze, 37 x 21 cm, couvercle : 22 cm
  - Description physique : Ciste en bronze, dont les gravures représentent Castor et Pollux, accompagnés de leurs chevaux et de divers personnages (un homme désigné par une inscription comme le "roi des pygmées", Minerve, une Victoire et un couple accompagné de deux enfants). Les poignées du couvercle représentent un homme et une femme nus.
  - Datation : IIIe siècle av. J.-C.
  - Origine : Étrurie
  - Histoire : Acquis par le musée en 1884
  - Bibliographie : Le musée des Beaux-Arts de Lyon, 1988, p. 20

## Galerie

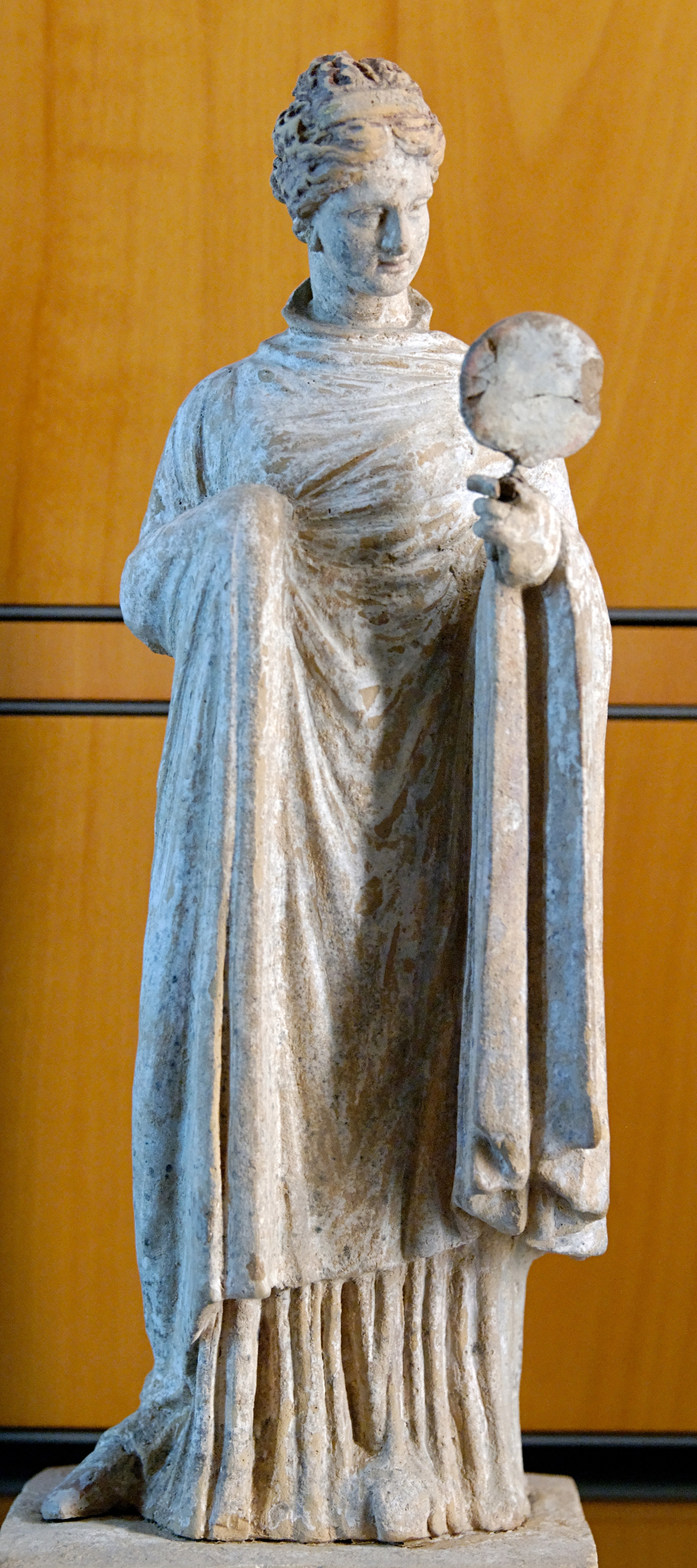
Femme au miroir. Figurine en terre cuite de Tanagra, fin du IVe -début du IIIe siècle av. J.-C. E 106-2
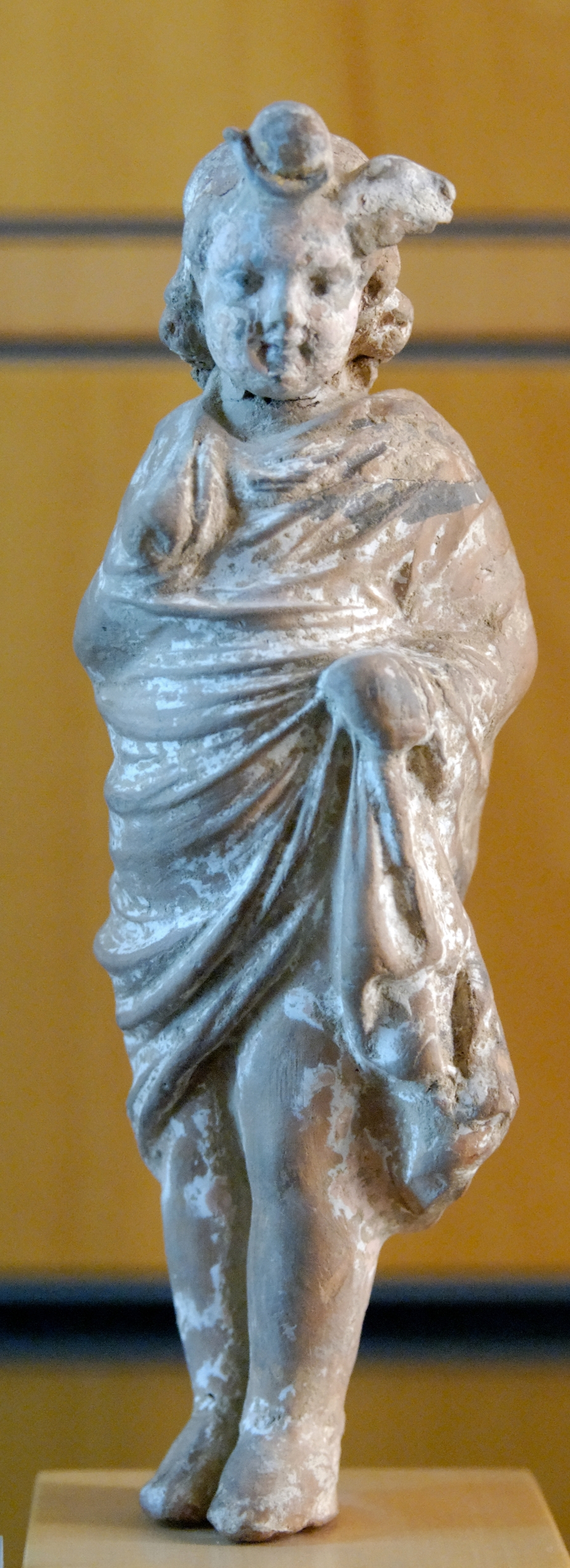
Éros drapé. Figurine en terre cuite de Tanagra, fin du IVe -début du IIIe siècle av. J.-C. E 555-5
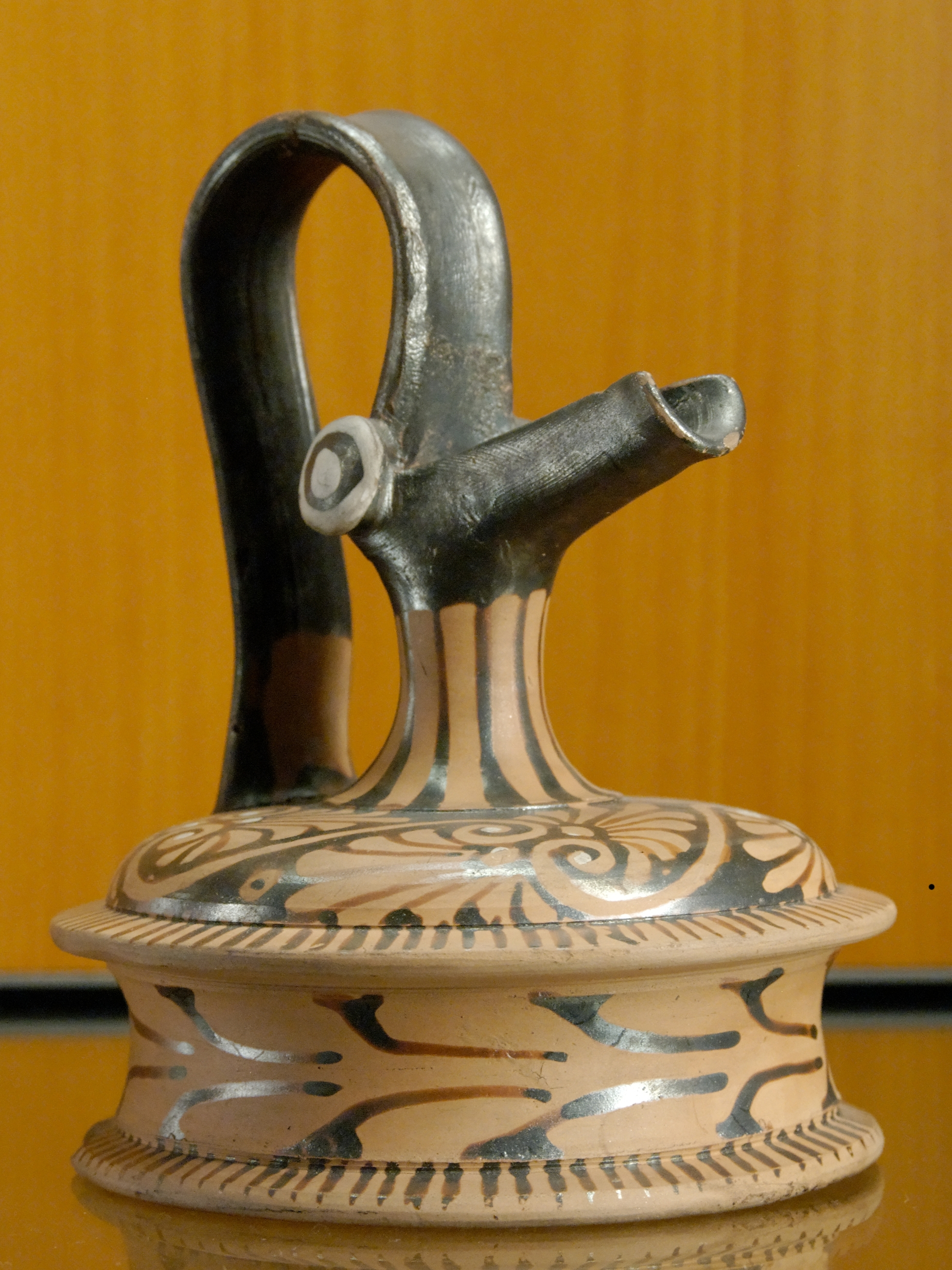
Épichysis apulienne à figures rouges à décor de palmettes. X 482-80
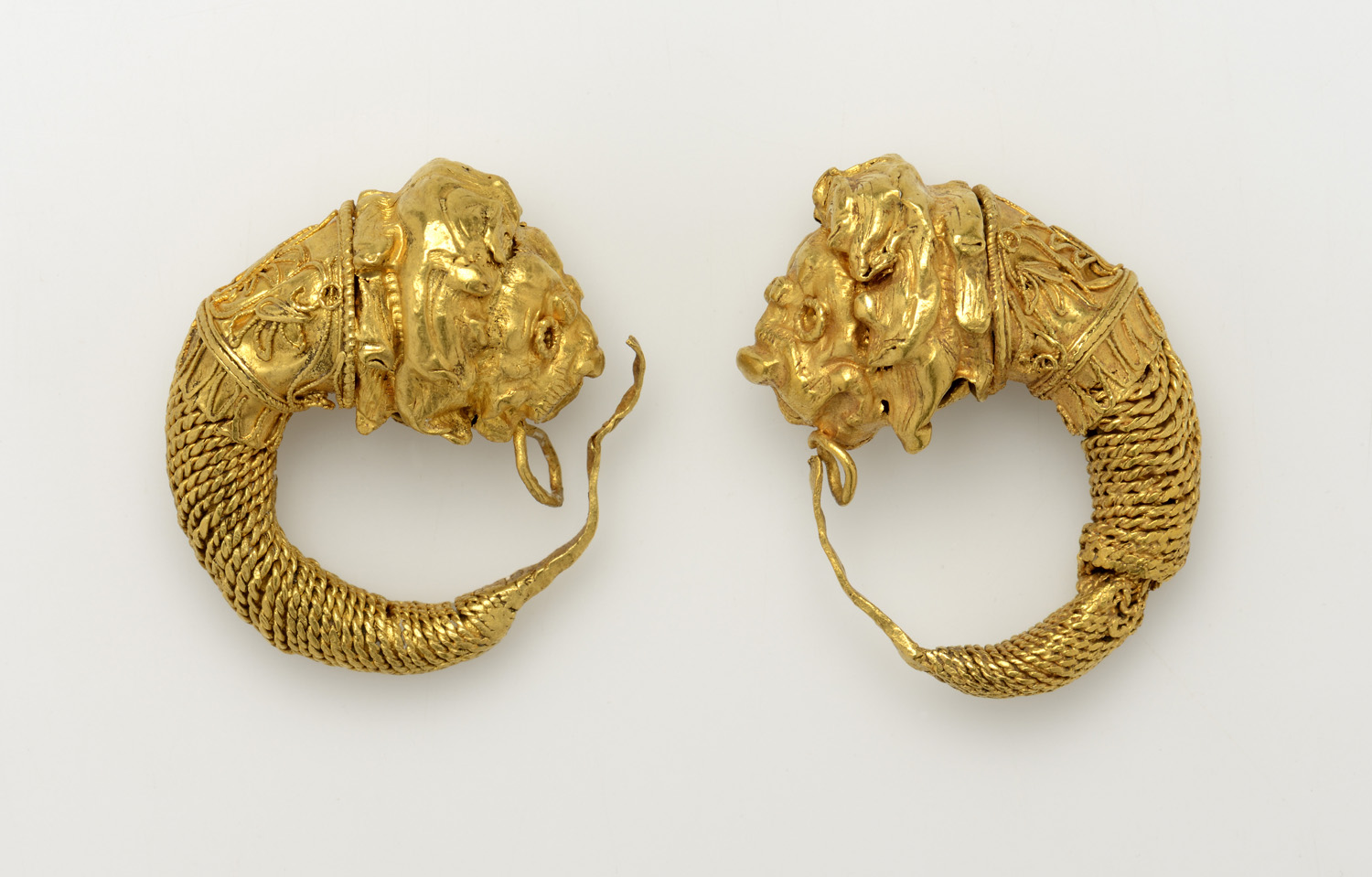
boucles d’oreille à protomes de lion ; époque hellénistique, (IVe – IIIe siècle av. J.-C.)